# Phasis braueri
Brauer’s Arrowhead (Phasis braueri) là một loài bướm ngày thuộc họ Bướm xanh. Nó được tìm thấy ở Nam Phi, nơi nó được tìm thấy ở West Cape to Queenstown in the East Cape.
Sải cánh dài 32–42 mm đối với con đực và 36–45 mm females. Con trưởng thành bay từ tháng 9 đến tháng 1, nhiều nhất vào tháng 11.
Ấu trùng ăn Rhus longispina.